# Secowocomoco
Secowocomoco, pleme američkih Indijanaca porodice Algonquian, nastanjeno u kolonijalno doba uz rijeku Wicomico u današnjim okruzima St. Marys i Charles, na području današnjeg Marylanda. Njihovo glavno selo nazivalo se Secowocomoco, a na njegovom mjestu su 1634. kolonisti predvođeni Leronardom Calvertom podigli prvo naselja na području Marylanda, današnje selo Saint Marys City. Secowocomoco su bili pripadnici konfederacije Conoy, a John Smith kaže da su imali 40 ratnika (1606. godine). 